# Bazilica Sfânta Maria din Baltimore
Bazilica Sfânta Maria din Baltimore este prima catedrală catolică din Statele Unite ale Americii, construită sub supravegherea episcopului John Carroll la începutul secolului al XIX-lea.